# Carlos Victor Aramayo
Carlos Victor Aramayo (* 1889 in Paris; † 1982) war einer der bedeutendsten Bergbauunternehmer der ersten Hälfte des 20. Jahrhunderts und neben Simón I. Patiño und Moritz Hochschild einer der drei südamerikanischen „Zinn-Barone“. Die Dreiergruppe bildete die sogenannte Rosca.
Im Jahr 1925 übernahm er die Leitung der Holdinggesellschaft Cie Aramayo des Mines en Bolivie in Genf, war in diplomatischer Mission in verschiedenen Botschaften seines Heimatlandes tätig, unter anderem als Botschafter in London und Paris. Im Jahr 1935 wurde er bolivianischer Finanzminister unter Staatspräsident Sorzano.